# Yalaz, İdil
Yalaz là một xã thuộc huyện İdil, tỉnh Şırnak, Thổ Nhĩ Kỳ. Dân số thời điểm năm 2011 là 104 người.